# AC London F.C.
Academic Club London Football Club, thường có tên gọi AC London, là một câu lạc bộ bóng đá bán chuyên nghiệp đế từ London, Anh. Hiện tại đội bóng là thành viên của Division One thuộc Combined Counties League và chơi trên sân nhà Banstead Athletic's Merland Rise ở Tadworth. Prince Choudary, 21, là huấn luyện viên và cũng là chủ tịch câu lạc bộ, là huấn luyện viên và chủ tịch trẻ nhất lịch sử bóng đá chuyên nghiệp.

## Lịch sử
Câu lạc bộ được thành lập bởi Prince Choudary, là một đội trẻ vào tháng 7 năm 2012, trước khi trở thành đội chuyên nghiệp vào năm sau đó. Đội bóng được chấp thuận gia nhập Kent Invicta League for the 2015–16 season, và mặc dù lúc đầu bị từ chối, cuối cùng cũng được đồng ý. Họ xếp thứ 10 chung cuộc trong mùa giải đầu tiên, và được chuyển sang Combined Counties League.

### Lịch sử thi đấu
| Mùa giải       | Hạng đấu            | Vị thứ | Sự kiện nổi bật                      |
| -------------- | ------------------- | ------ | ------------------------------------ |
| 2015–16 season | Kent Invicta League | 10/20  | Chuyển sang Combined Counties League |

## Sân vận động
Trong suốt mùa giải 2015–16, câu lạc bộ thi đấu trên sân 16,000 chỗ ngồi Crystal Palace National Sports Centre. Sang mùa giải 2016–17, họ chuyển đến thi đấu ở sân Banstead Athletic's Merland Rise.